# Jakob Jantscher
Jakob Jantscher (ur. 8 stycznia 1989 w Grazu) – austriacki piłkarz występujący na pozycji pomocnika. Zawodnik klubu Sturm Graz.

## Kariera klubowa
Jantscher jako junior grał w klubach SC Unterpremstätten, LUV Graz oraz Sturm Graz, do którego juniorskiej ekipy trafił w 2003 roku. W 2005 roku został włączony do drużyny rezerw Sturmu, a 2007 roku do jego pierwszej drużyny. W austriackiej Bundeslidze zadebiutował 20 października 2007 roku w przegranym 1:4 pojedynku z Red Bull Salzburg. 24 listopada 2007 roku w wygranym 6:1 spotkaniu z SCR Altach strzelił pierwszego gola w Bundeslidze. W debiutanckim sezonie 2007/2008 w lidze zagrał 12 razy i zdobył 2 bramki. W 2010 roku wygrał z klubem rozgrywki Pucharu Intertoto i awansował z nim do Pucharu UEFA. Sturm odpadł jednak z niego w drugiej rundzie kwalifikacyjnej. W 2010 roku Jantscher zdobył z zespołem Puchar Austrii.
Latem 2010 roku odszedł do klubu Red Bull Salzburg. Pierwszy ligowy mecz zaliczył tam 17 lipca 2010 roku przeciwko Kapfenbergerowi (0:0). W sezonie 2011/2012 był wypożyczony do Dinama Moskwa. W 2013 roku przeszedł do NEC Nijmegen, a w 2014 do FC Luzern. W 2016 przeszedł do Çaykur Rizesporu. W 2018 wrócił do Sturmu.

## Kariera reprezentacyjna
Jantscher jest byłym reprezentantem Austrii U-16, U-17, U-18, U-19, U-20 oraz U-21. W pierwszej reprezentacji Austrii zadebiutował 6 czerwca 2009 roku w przegranym 0:1 meczu eliminacji Mistrzostw Świata 2010 z Serbią. 18 listopada 2009 roku w przegranym 1:5 towarzyskim spotkaniu z Hiszpanią strzelił pierwszego gola w kadrze.